# Jūler
Jūler (persiska: جولر) är en ort i Iran.   Den ligger i provinsen Khuzestan, i den centrala delen av landet, 500 km söder om huvudstaden Teheran. Jūler ligger 863 meter över havet och antalet invånare är 361.
Terrängen runt Jūler är kuperad åt sydväst, men åt nordost är den bergig.Runt Jūler är det ganska tätbefolkat, med 58 invånare per kvadratkilometer. Närmaste större samhälle är Bāgh-e Malek, 16,0 km nordväst om Jūler. Omgivningarna runt Jūler är i huvudsak ett öppet busklandskap.